# 恵北駅

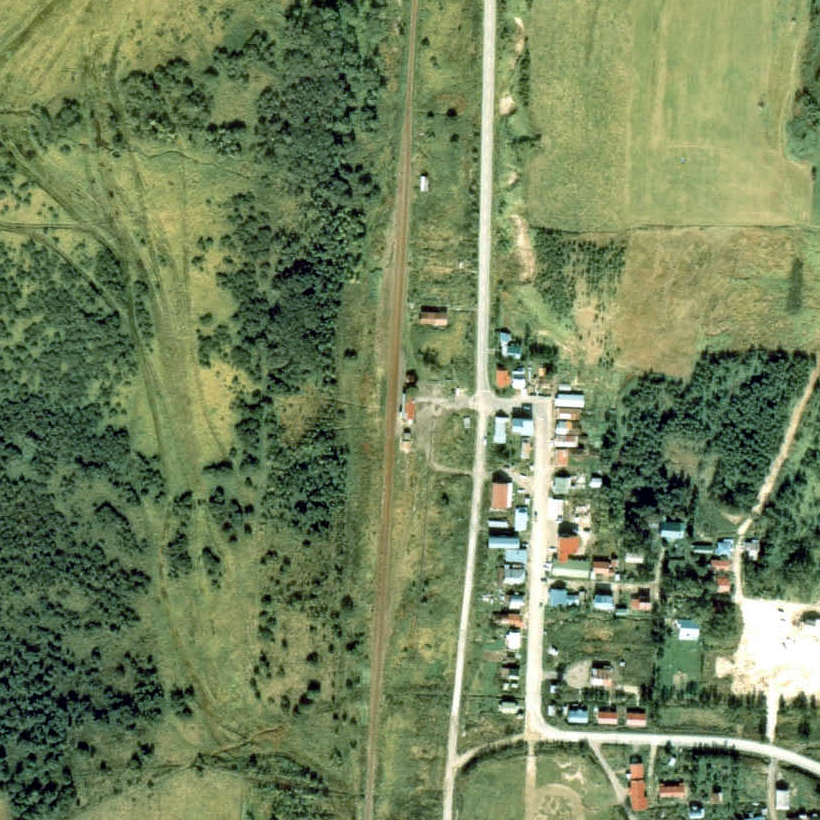
1977年の恵北駅と周囲約500m範囲。上が南稚内方面。かつては相対式ホーム2面2線、駅舎横に引込み線、駅裏側に副本線をもつ一般駅だったが、既に無人駅になっていて、側線は全て撤去され、本線は駅裏側（島ホーム側）の浜頓別側の分岐が撤去されて引込み線化され、駅舎ホーム側に棒線化されている。声問川（かつては幕別川と言われた）と大沼の泥炭地帯が駅裏に広がり、周囲に耕作地は少ない。駅正面山向こうの早くから耕地開拓された増幌川流域集落への玄関口であり、その山から伐採された木材の出荷駅でもあった。

恵北駅（けいほくえき）は、北海道（宗谷支庁）稚内市大字声問村字恵北にかつて存在した、北海道旅客鉄道（JR北海道）天北線の駅（廃駅）である。電報略号はケホ。事務管理コードは▲121918。

## 歴史
- 1922年（大正11年）11月1日：鉄道省宗谷本線の鬼志別駅 - 稚内駅（現在の南稚内駅）間延伸開通（宗谷本線全通）に伴い、幕別駅（まくべつえき）として開業[3]。一般駅[3]。
- 1930年（昭和5年）4月1日：音威子府駅 - 稚内駅間を宗谷本線から削除し路線名を北見線に改称、それに伴い同線の駅となる。
- 1949年（昭和24年）6月1日：公共企業体である日本国有鉄道に移管。
- 1961年（昭和36年）4月1日：路線名を天北線に改称、それに伴い同線の駅となる。
- 1963年（昭和38年）10月1日：駅名を恵北駅（けいほくえき）に改称[1]。
- 1973年（昭和48年）9月17日：荷物の取り扱いを廃止[4]。貨物は接続専用線車扱貨物のみ取り扱い。交換設備の撤去、出札・改札業務を停止し、旅客業務については無人[5]（簡易委託）化（駅前の商店）。
- 1978年（昭和53年）10月2日：接続専用線車扱貨物取り扱いを廃止。
- 1986年（昭和61年）11月1日：簡易委託を終了し完全無人化[6]。
- 1987年（昭和62年）4月1日：国鉄分割民営化により、北海道旅客鉄道（JR北海道）の駅となる[1]。
- 1989年（平成元年）5月1日：天北線の全線廃止に伴い、廃駅となる[1]。

### 駅名の由来
「幕別」はアイヌ語の「マクンペッ（mak-un-pet）」（後ろ〔奥の方・山の方〕・にある・川）に由来し、もともと現在の声問川の支流の名称であったと考えられているが、のちに地名化し、声問川本流の上流域を示す名称として使われたこともある。
駅名は当初、この「幕別」を用いたが、根室本線沿線の幕別町の役場最寄り駅が、かつてその地が止若と呼ばれていた名残で止若駅と命名されており、当駅の存在が紛らわしいという問題があった。
このため、1963年（昭和38年）7月1日付けで当地の字を「幕別」から「恵北」に改称し、続いて10月1日付けで駅名を字名に従って恵北駅に改称、その後11月1日付けで止若駅を幕別駅と改称することとなった。
恵北の名称は「北の地で幸せに恵まれるように」との意であるとされている。

## 利用状況
乗車人員の推移は以下のとおり。年間の値のみ判明している年については、当該年度の日数で除した値を括弧書きで1日平均欄に示す。
| 年度               | 乗車人員 | 乗車人員 | 出典   | 備考 |
| 年度               | 年間     | 1日平均  | 出典   | 備考 |
| ------------------ | -------- | -------- | ------ | ---- |
| 1935年（昭和10年） | 18,544   | (50.7)   | [ 11 ] |      |
| 1949年（昭和24年） | 34,974   | (94.2)   | [ 11 ] |      |
| 1968年（昭和43年） | 38,321   | (105.0)  | [ 12 ] |      |
| 1970年（昭和45年） | 32,291   | (88.5)   | [ 12 ] |      |
| 1978年（昭和53年） |          | 44       | [ 13 ] |      |

## 駅構造
廃止時点で、1面1線の単式ホームと線路を有する地上駅であった。ホームは、線路の東側（南稚内方面に向かって右手側）に存在した。
無人駅（簡易委託駅）となっていたが、有人駅時代の木造駅舎が残っていた。駅舎は構内の東側に位置し、ホーム中央部に接していた。

## 駅周辺
- 北海道道121号稚内幌延線
- 稚内市立増幌小中学校
- ノースバレーカントリークラブ
- 声問川（旧名・幕別川）
- 大沼[15]
- 宗谷バス曲渕線「恵北」停留所

## 駅跡
| 線路は撤去され百周年の記念碑が残る。 |  | 線路は撤去され百周年の記念碑が残る。 |
| 線路は撤去され百周年の記念碑が残る。 |  |                                      |

2001年（平成13年）時点では空き地となっており、かつての駅前商店が残存していた(2014年末にて閉店)。2008年（平成20年）時点では旧駅前に現役時代からあった楡の大樹が残り、開拓の記念碑である「恵北開基百年記念碑」が建立されていた。2010年（平成22年）時点でも同様であった。

## 隣の駅
北海道旅客鉄道
天北線
樺岡駅 - 恵北駅 - （臨）東声問駅 - 声問駅